# 1800-е

## Догађаји и трендови
- 1801. — Краљевство Велике Британије и Краљевина Ирска су уједињени у Уједињено Краљевство Велике Британије и Ирске.
- 1803. — САД удвостручују своју површину купњом Луизијане од Наполеона I.
- 1803. — започели су Наполеонски ратови који ће потрајати све до 1815.
- 1804. — Хаити је изборио независност од Француске
- 1804. — Франц Јозеф I постаје први цар Аустријског царства.
- 1804. — Наполеон Бонапарта се крунисао царем Француске као Наполеон I.
- 1804. — започео је Први српски устанак.
- 1805. — француско-шпанска флота је поражена од Британаца у бици код Трафалгара.
- 1806. — одлуком Луневилског мира Свето римско царство је престало да постоји.
- 1806. — Француска војска је ушла у Дубровник.
- 1807. — Уједињено Краљевство Велике Британија и Ирске је прогласило трговину робљем незаконитом.
- 1808. — започео је Рат за шпанску независност.
- 1808. — укинута је Дубровачка република.
- 1809. — завршио се Фински рат, на крају којег је Русија од Шведске преузела Финску.
- 1809. — Наполеон је расформисао Тевтонски ред.

## Наука
- 1800. — Алесандро Волта изумео батерију.
- 1801. — Јохан Вилхелм Ритер је открио УВ зрачење.
- 1804. — из опијума је издвојен морфијум.
- Откривени су први астероиди:
  - Церера (1801), који је 2006. преквалификован у скупину патуљастих планета.
  - Палас (1802)
  - Јуно (1804)
  - Веста (1807)

## Култура
- 1803. — међу девет књига објављених на српском језику те године, објављена је и прва књига о Ромима, аутора Петра Аксибарковића, чији су дијелови писани и ромским језиком.